# ドミニカ国の首相
ドミニカ国の首相 (Prime Ministers of Dominica) は、イギリス連邦に属するドミニカ国の行政府の長である。現在は第6代首相であるルーズベルト・スカーリットが務めている。

## 概要
行政権は首相が握っているため、大統領は象徴的な権限を行使することが大半である。大統領は首相を任命すると同時に、首相の助言で国会議員を任命させる。閣僚会議の監督権を持つ。

## 歴代首相一覧

### 英領西インド諸島ドミニカ首相（1961年-1978年）
| 代 | 画像 | 氏名                           | 就任日        | 退任日        | 政党               |
| -- | ---- | ------------------------------ | ------------- | ------------- | ------------------ |
| 1  |      | フランク・バロン               | 1957年        | 1960年1月21日 | ドミニカ統一人民党 |
| 2  |      | エドワード・オリバー・ルブラン | 1961年1月21日 | 1967年3月1日  | ドミニカ労働党     |

### 西インド連邦ドミニカ首相（1967年-1978年）
| 代 | 画像 | 氏名                           | 就任日        | 退任日        | 政党           |
| -- | ---- | ------------------------------ | ------------- | ------------- | -------------- |
| 1  |      | エドワード・オリバー・ルブラン | 1967年3月1日  | 1974年7月27日 | ドミニカ労働党 |
| 2  |      | パトリック・ジョン             | 1974年7月28日 | 1978年11月2日 | ドミニカ労働党 |

### ドミニカ国首相（1978年-現在）
| 代   | 画像          | 氏名                       | 就任日        | 退任日         | 政党           | 備考                                                       |
| ---- | ------------- | -------------------------- | ------------- | -------------- | -------------- | ---------------------------------------------------------- |
| 1    |               | パトリック・ジョン         | 1978年11月3日 | 1979年6月25日  | ドミニカ労働党 | ドミニカ国初代首相。                                       |
| 代行 |               | オリバー・セラフィン       | 1979年6月25日 | 1980年7月21日  | ドミニカ労働党 | 首相代行。                                                 |
| 2    |               | ユージェニア・チャールズ   | 1980年7月21日 | 1995年6月14日  | ドミニカ自由党 | ドミニカ国初の女性首相、「カリブ海の鉄の女」の異名を持つ。 |
| 3    |               | エディソン・ジェームズ     | 1995年6月14日 | 2000年2月3日   | 統一労働者党   |                                                            |
| 4    |               | ロージー・ダグラス         | 2000年2月3日  | 2000年10月1日  | ドミニカ労働党 | 在職中に死去。                                             |
| 代行 |               | ピエール・チャールズ       | 2000年10月1日 | 2000年10月3日  | ドミニカ労働党 | 首相代行。                                                 |
| 5    | 2000年10月3日 | ピエール・チャールズ       | 2004年1月6日  | 在職中に死去。 | ドミニカ労働党 |                                                            |
| 代行 |               | オズボーン・リヴィエール   | 2004年1月6日  | 2004年1月8日   | ドミニカ労働党 | 首相代行                                                   |
| 6    |               | ルーズベルト・スカーリット | 2004年1月8日  | 現在           | ドミニカ労働党 | 歴代最長の在位日数である。                                 |